# Нифантово
Ни́фантово — деревня в Шекснинском районе Вологодской области. Административный центр Нифантовского сельского поселения и Нифантовского сельсовета.
Расположена на правом берегу Шексны напротив рабочего посёлка Шексна, в 80 км к западу от Вологды. 

## История

### Доисторические поселения
Первые поселения на территории деревни датируются временами позднего мезолита. По итогам археологических разведок 1987 года на территории нифантовского микрорайона Посёлок было обнаружено несколько археологических памятников (сланцевые топоры, кремнёвые скребки, наконечники стрел, ручная посуда). Археологи высказали предположение, что здесь находилась стоянка каменного века, существовавшая на берегах реки Шексны в VII — V тысячелетия до нашей эры.

Кроме того на территории Нифантова были обнаружены находки времён бронзового века (гребни, керамика, ножи, бусы, другие различные украшения, раменные накладки, замки, ключи, наконечники для стрел, косари, сковороды), которые свидетельствовали о развитии торговли, гончарного ремесла, рыболовства, земледелия, ремёсел.

### До 1917 года
Первое упоминание о Нифантове относится к 1485 году. Название было дано по первому переселенцу — монаху Нифонту, родоначальнику деревни, который вместе со своими сыновьями поселился на высоком месте над рекой Шексной. После смерти Нифонта это место стало разрастаться новыми домами, а новосёлы построили часовню преподобного Нифонта вблизи родника. Этот родник течёт и сегодня и является единственным источником, как питьевой, так и берущейся для технических нужд воды.

В XVI веке деревня запустела, о чём можно узнать из «Писцовой книги уездовых дворцовых волостей Белозерского уезда 1585 года».

В начале XVII веке деревня вновь стала жилой. Дома строились по обе стороны от источника окнами на юг, дворами на север. Это стало основной особенностью построения старых нифантовских домов. Избы в деревне в основном были курными и белыми.
Крестьяне Нифантова являлись в подавляющем большинстве православными и относились к Устье-Угольскому приходу. Православными праздниками деревни были
- Казанская (21 июля) — престольный праздник
- Смоленская (10 августа) — обещанный праздник.

Жители деревни занимались хлебопашеством, маслоделием, дровяной промышленностью. Многие из них строили суда (полулодки, унжаки, тихвинки), некоторые — промышляли судоходством на пути в Рыбинск и Ярославль по реке Шексне, тащили по туерам суда от Череповца до Белозерска. Кроме того, рядом с деревней проходили ярмарки. Ярмарочные ряды располагались вдоль берега реки Шексны на 300 м. Продавали колёса, обручи, корзины, мёд, соль.
В 1905 году была проложена железная дорога от Петербурга до Вологды, которая проходила в том числе и через Нифантово. Рядом с деревней также располагался железнодорожный мост через Шексну.

### После 1917 года. Расширение деревни
После Октябрьской революции 1917 года в деревне была установлена советская власть. Однако в годы Гражданской войны Нифантово стало одним из очагов Пришекснинского восстания 1-3 декабря 1918 года. Во время его подавления по деревне был открыт огневой залп из бронепоезда. Был разрушен жилой дом, некоторые участники были расстреляны, а проживавшие в деревне зажиточные крестьяне — раскулачены. 

В 1930-е годы деревня стала разрастаться в западном и восточном направлениях и сильно увеличилась за счёт переселений: в Нифантово переселились из близлежащих хуторов и жители деревень Малое Нифантово, Трестино, Малое Зайцево, Большое Зайцево и Сопятка. Дома переселенцев составили две новых улицы, которые стали называть «посёлком» (а переселенцев, соответственно — «посёлковские» или «посёловские»).

В годы Великой Отечественной войны деревня была окружена зенитными батареями, который охраняли железнодорожный мост. Противник неоднократно пытался разбомбить мост и прервать железнодорожное сообщение между Вологдой и Ленинградом, однако зенитчики сумели защитить мост от налётов гитлеровской авиации.

После войны в деревню затронул голод 1946—1947 годов, проходивший по всей стране.

В 1947 году железнодорожный мост был разобран и перенесён в район деревни Тарканово. Поезда рядом с Нифантовым ходить перестали, а освободившаяся железнодорожная насыпь стала любимым местом гуляний нифантовской молодёжи. 

1953—1958 годы в истории Нифантова отмечены вторым большим переселением жителей окрестных деревень. Тогда в деревню переехали жители Заречного сельсовета из деревень Божай, Рыбай, Кунжай и Еремичи. Образовался новый посёлок. Протяжённость Нифантова составила 1600 метров.

В 1977 году недалеко от деревни была построена Шекснинская птицефабрика. В связи с её строительством население Нифантова ещё больше возросло, приблизившись к количеству 3 тысяч человек. Началось строительство микрорайона из типовых панельных пятиэтажных домов со всеми удобствами. Вскоре в деревне появились и кирпичные дома. Общая протяжённость деревни составила 2 километра, а площадь — 1 км².

## Общие сведения
Практически все жители имеют приусадебное хозяйство или дачи.
Главным предприятием Нифантова является Шекснинская птицефабрика.
В деревне расположены следующие социальные учреждения:
- Нифантовская средняя общеобразовательная школа. Берёт своё начало с 4-классной земской школы, открытой в сентябре 1865 года. В то время в школе обучалось 130 учеников и работало 2 учителя. Занятия проходили в здании школы, рассчитанном на 2 класса и в крестьянских домах. В 1918 году был открыт 5 класс, а в 1930 году для школы было построено специальное здание. С 1954 года школа становится семилетней, с 1960 года — восьмилетней. В 1983 году было построено новое типовое здание для школы, а сама школа стала средней общеобразовательной.
- Нифантовская сельская библиотека. Была открыта в 1957 году. Считается одной из лучших библиотек Шекснинского района. Первоначально она занимала одно из небольших деревянных зданий, а в августе 1986 года библиотека получила новое просторное помещение
- Детский сад «Кораблик». В нём функционируют группы раннего, младшего и старшего дошкольного возрастов. Есть логопедические группы.
- Амбулатория.

Также в деревне имеется стадион, а в здании Нифантовской школы — спортивный зал. Футбольная команда «Нифантово» участвует в районных соревнованиях.

Работает 12 магазинов. Имеется одно развлекательное заведение — кафе-бар «Дюна».

Хоронят местных жителей на кладбище у соседней деревни Зайцево.

В Нифантове доступны услуги сотовых операторов «МегаФон», «МТС», «Билайн» и «Tele2».

Главный деревенский праздник — Казанская (21 июля) — посвящён Казанской иконе Божией Матери.
Деревня богата месторождениями белой глины, которое расположено севернее железнодорожной линии, и валунно-гравийно-песчаными материалами.

## Транспортное сообщение
Деревня находится на пересечении трёх путей сообщения:
- река Шексна и Волго-Балтийская водная система. Шекснинский гидроузел расположен в 2,5 км от деревни.
- железная дорога — в 1,5 км к югу и в 3 км к востоку от деревни. Ближайшие станции — остановочный пункт Пачевский (в 4 км от деревни) и железнодорожная станция Шексна (в 3 км от деревни).
- автомобильная дорога А114 (Вологда — Череповец) с мостом через Шексну рядом с деревней.

В Нифантово заезжает 2 автобусных маршрута посёлка Шексна:
- № 2 (Шекснинская птицефабрика — Нифантово — Автовокзал — Шексна-2 — завод ДВП)
- № 6 (Шекснинская птицефабрика — Нифантово — Шексна — Шексна-2)

## Достопримечательности
- Часовня преподобного Нифонта Телеговского. Построена чуть севернее того места, где стояла старая деревянная часовня преподобного Нифонта. Время её основания и возможных перестроек точно не известно (предположительно с XVII века). В 1930-е годы старая часовня была разобрана, а многие её иконы — расколоты[5]. Новая часовня была построена в начале 1999 года, освящена — 21 июля 1999 года[3]. Тогда же глава администрации Шекснинского района В. Д. Бухонин передал часовне преподобного Нифонта Телеговского икону преподобного Нифонта, которая была спасена его бабушкой во время разрушения старой часовни.
- Нифантовский родник. Даёт 1600 литров чистой воды в час.
- Памятник воинам-землякам, павшим в Великой Отечественной войне.
- Памятник солдату Великой Отечественной войны

## Население
| 2010 |
| ---- |
| 2375 |

По переписи 2002 года население — 2586 человек (1220 мужчин, 1366 женщин). Преобладающая национальность — русские (98 %).
Большинство верующих деревни — православного вероисповедания.

## Местные микротопонимы
- Березняк — небольшая роща за деревней, сейчас поле.
- Борки — мелководный водоём на пойме реки.
- Вахтанник — болото, ягодник.
- Ветка — насыпь старой дороги к переправе через реку.
- Водяная мельница — место на ручье с большими камнями.
- Горушка — место игрищ молодёжи в старину, на холме.
- Дальний лес — высокий осиновый лес у деревни Обухова.
- Заосек — осинник за Тимониным полем.
- Ключ — место в середине деревни у родника.
- Мурашки — мшистый ельник за Таркановской выгородой.
- Медосовое болото — болото у деревни.
- Новое поле — место, застроенное коттеджами.
- Печищный отводок — место за деревней, где был отвод, а в древности — деревянный монастырь.

## Известные уроженцы
- Василий Васильевич Веселов — герой Великой Отечественной войны, полный кавалер Ордена Славы.